# Suiza en los Juegos Paralímpicos de Albertville 1992
Suiza estuvo representada en los Juegos Paralímpicos de Albertville 1992 por un total de 19 deportistas, 14 hombres y cinco mujeres.

## Medallistas
El equipo paralímpico suizo obtuvo las siguientes medallas:
| Nombre                                   | Deporte        | Evento                                |
| ---------------------------------------- | -------------- | ------------------------------------- |
| Oro                                      |                |                                       |
| Hans Burn                                | Esquí alpino   | Descenso LW4 masculino                |
| Hans Burn                                | Esquí alpino   | Eslalon gigante LW4 masculino         |
| Jacques Blanc                            | Esquí alpino   | Eslalon LW11 masculino                |
| Plata                                    |                |                                       |
| Bernhard Furrer                          | Biatlón        | 7,5 km LW6/8 masculino                |
| Jacques Blanc                            | Esquí alpino   | Eslalon gigante LW11 masculino        |
| Jacques Blanc                            | Esquí alpino   | Supergigante LW11 masculino           |
| Juerg Gadient                            | Esquí alpino   | Descenso LW2 masculino                |
| Paul Fournier                            | Esquí alpino   | Descenso LW4 masculino                |
| Bruno Fallet                             | Esquí alpino   | Supergigante LW10 masculino           |
| Theres Huser                             | Esquí de fondo | 10 km distancia larga LW2-9 femenino  |
| Bernhard Furrer                          | Esquí de fondo | 20 km distancia larga LW6/8 masculino |
| Bronce                                   |                |                                       |
| Hans-Peter Schmid                        | Biatlón        | 7,5 km B1 masculino                   |
| Juerg Gadient                            | Esquí alpino   | Eslalon gigante LW2 masculino         |
| Hans Burn                                | Esquí alpino   | Supergigante LW4 masculino            |
| Heinz Frei Franco Belletti Walter Widmer | Esquí de fondo | 3 × 2,5 km LW10-11 masculino          |